# Helga Pogatschar
Helga Pogatschar (* 28. Januar 1966 in München) ist eine deutsche Komponistin.

## Leben und Wirken
Pogatschar absolvierte zwei Studiengänge, Künstlerisches Hauptfach Klavier und Komposition für Film und Fernsehen, an der Hochschule für Musik und Theater München. Als Gast studierte sie ein Jahr an der Musikhochschule Göteborg elektroakustische Komposition und unterrichtete danach an den Musikhochschulen München und Hamburg. Sie erhielt unter anderem ein Projektstipendium für Neue Musik/Medien und den Förderpreis Musik der Landeshauptstadt München 2007. 2005/06 war sie Stipendiatin am Internationalen Künstlerhaus Villa Concordia in Bamberg.
Die in München lebende Komponistin verwirklicht eigene Musiktheater-Projekte, in denen sie Neue Musik mit Elektronik, Tanz, Video- und Performanceelementen verbindet. Von den Projekten erschien „Mars – ein Requiem“, „Titus Trash Tatar“ und „Inanna“ auf CD sowie Hörbücher in Zusammenarbeit mit den Rundfunkprogrammen „Bayern2 Hörspiel & Medienkunst“ und „Bayern4 Klassik“. Neben zahlreichen Auftragskompositionen verschiedener Gattungen widmet sich Helga Pogatschar immer wieder auch der Vertonung von Texten für Kinder.

## Werke (Auswahl)

### Eigene Musiktheater-Projekte
- 1995 „Mars-ein Requiem“, für 3 Sängerinnen, 2 Sänger, Tonband und Keyboards (Muffathalle, Werk II Leipzig)
- 1999 „Titus Trash Tatar“, Surround-Hörkino mit 2 Sprechern, 6 Sängern, Violoncello und Elektronik (Black Box, Gasteig, München)
- 2002 „Inanna/The Huluppu Tree“, für Obertongesang, Sopran, Mezzosopran, orientalische Percussion, Orgel und Elektronik (im Rahmen der artionale, Kreuzkirche)
- 2004 „Traumtext“, eine interaktive Tanzoper mit dem Tänzer und Choreographen Cesc Gelabert nach der gleichnamigen Prosasequenz von Heiner Müller für großen gemischten Chor, Sopran-, Tenorsolo, Vcello, Percussion und Tanz (im Rahmen des internationalen Tanzfestivals DANCE 04, Muffathalle, München)
- 2006 „Traumtext II“, eine interaktive Musik-Tanzperformance für einen Tänzer, Bassklarinette und Posaune. Uraufführung in der Black Box, im Gasteig München. (Regie/Raum: Sebastian Hirn)
- 2007 „Peep!“ – Musiktheater für 8 Sänger a cappella. Uraufführung in der Muffathalle, München Juli 2007. (Regie/Raum: Sebastian Hirn)

### Kammermusik, Orchester- und Chorstücke
- 1995 „Lilith“, für Chor und 2 Percussionisten
- 1998 „Signal“, für großes Orchester
- 1999 „Underground Surround“, im Auftrag von ZITHER für 3 Zithern und Zuspielband
- 2001 „To Be Busy“, für Bassklarinette, Flöte, Violoncello und Contrabass und Zuspielband
- 2005 „Katharina“ für gemischten Chor, 2 Schlagzeuger und Posaunenquartett, Uraufführung mit dem Via Nova Chor Bamberg
- 2007 „Kawumm!“ für großen gemischten Chor, Auftragskomposition des 9. A•DEvantgarde-Festivals
- 2008 „Stainless Safari“ für Blockflöten solo und Zuspielband, Auftragskomposition von Stefan Temmingh
- 2008 „Valentin 1945 – Liebeserklärung an München“ für Sopran, 2 Chöre, Knabenchor und Kammerorchester, Auftragskomposition der Stadt München zum 850. Stadtjubiläum
- 2009 „O Lucidissima“, ein Remix von Gesängen Hildegards von Bingen für Kammerorchester und Zuspielband, Auftragskomposition des Georgischen Kammerorchesters Ingolstadt

### Stummfilmmusik
- „Rhythmus 21“, Stummfilmmusik für Posaunenquartett
- „Drame chez les Fantoches“, Stummfilmmusik für Klavier, Saxophon, Posaune und Marimba
- „Opus 1-4“ von Walter Ruttmann, Stummfilmmusik, Elektronik
- „How a mosquito operates“, Stummfilmmusik

### Theatermusik
- 1993 „Trace“ mit der Christina-Gabriel-Dance-Motive im NT-Theater, München
- 1995 „Öknen“, eine Produktion der Iwanson Dance Company im Carl-Orff-Saal, München
- 2000 „Die Dame AOI“, Theatermusik für japanische Flöten und Percussion (ein Auftrag des Meta-Theaters München)
- 2005 „Kampf des Negers und der Hunde“, nach Bernard-Marie Koltes, Theatermusik (Volkstheater München, Regie: Sebastian Hirn)
- 2006 „Hänsel und Gretel“, Oper von Engelbert Humperdinck in einer Bearbeitung von Helga Pogatschar für Blockflöten, Klarinetten, Celesta, Harmonium, Hackbrett, Akkordeon, Gitarre, 2 Schlagzeuger, Violoncello, Kontrabass; Regie: Sebastian Hirn, Musikalische Leitung: Eva Pons

### Kurzopern
- 2001 „Die Abenteuer des kleinen Hausstaubs“, für Mezzosopran, Klavier, E-Gitarre, Posaune und Kontrabass (ein Auftrag der Micro Oper München, NT)
- 2005 „Manöverkritik“ für vier Sänger für 2 Violinen, Viola, Cello, Kontrabass und Percussion im Rahmen des 8. A•DEvantgarde-Festivals 2005, Text: Achim Wagner

### Hörspielproduktionen
- 2002 „Nachtkarst“, Text: Karoly Koller, Hörspielproduktion im Auftrag von Deutschlandradio Berlin
- 2002 „Rosa- die Akte Rosa Peham“, Die Reise nach Kulmhof (1) und Die Reise nach Kulmhof (2), Kompositionsaufträge des BR/Hörspiel und Medienkunst
- 2003 „Ich nehme ein Blau, ich nehme ein Gelb“, Hörspielkomposition im Auftrag des BR, Hörspiel und Medienkunst
- 2004 „Tristan da Cunha“, eine Produktion des BR Rundfunks, Hörspiel und Medienkunst, nach Raoul Schrott
- 2016: Schachabend. Kriminaloper. Mit Salome Kammer (Stimme), Stephanie Pagitsch (Flöte), Giorgi Gvantseladze (Oboe), Slava Cernavca (Klarinette), Casey Rippon (Horn), Martynas Sedbaras (Fagott). Libretto: Christoph Buggert, Komposition und Realisation: Helga Pogatschar. BR-Hörspiel und Medienkunst 2016. Als Podcast/Download im BR Hörspiel Pool[1]
- 2018: Welt fällt runter, gemeinsam mit Josef Bairlein. Produktion: Bayerischer Rundfunk in Zusammenarbeit mit der Theaterakademie August Everding.

### Musik für Multimedia-Projekte
- 1992 „Lost in space“, Forum der Technik, München 2007 „Moonwalk“ Planetariumsprojekt von der Videokünstlerin Clea T. Waite
- 1996 „Kur“, ein Projekt der Videokünstlerin Clea T. Waite an der Kunsthochschule für Medien, Köln. UA 1997 zum European Media Art Festival, Osnabrück
- 2000 „The Spider Projekt“ von der Videokünstlerin Clea T. Waite
- 2003 „Vage Welle“ für Flöte, Violoncello, Stimme und Elektronik / Text: Alma Larsen, (Black Box Gasteig München im Rahmen des 7. A•DEvantgarde-Festivals 2003)
- 2009 „Oskar Schlemmer – 2.3.“, eine musikalische Performance als Hommage an Oskar Schlemmer und sein Triadisches Ballett für Solostimme und Sample-Keyboard / Eine Produktion des Bauhauses Dessau und des Meta-Theaters München

### Musik für Kinder
- 2003 „Der Krokoolm und die Eintagsgans“, Ensemble-Live-Fassung, UA zur 7. A•DEvantgarde Juni 2003, Text: Hans-Peter Ostermaier, Musik: Helga Pogatschar
- 2005 „Tims wundersame Sternenreise“, Kompositionsauftrag des BR nach der gleichnamigen Geschichte von Rudolf Herfurtner für 10 Musiker in wechselnder Besetzung
- 2005 „Dschungelcamp“, für Gesangsstimme, Kinderchor und 3 Schlagzeuger, (Text: Andrea Heuser)
- 2006 „Lucia und das Drachenhalsband“, Kompositionsauftrag des BR nach der gleichnamigen Geschichte von Rudolf Herfurtner für 8 Musiker in wechselnder Besetzung
- 2009 „Orphea und der Klangzauberer“, Kompositionsauftrag des BR als musikalisches Hörspiel von Rudolf Herfurtner für diverse Instrumente
- 2009 „Linus und das Geheimnis der Traumplaneten – Mit Un, Hixx und Nurrr zu den Sternen“, Kompositionsauftrag des BR als musikalisches Hörspiel von Katharina Neuschaefer für Sprecher, Blockflöten, Klarinetten und Akkordeon